# B-cell activating factor
Il B-Cell Activating Factor o BAFF, in italiano fattore attivante i linfociti B, anche conosciuto come ligando TNF appartenente alla superfamiglia 13B, è una proteina che negli uomini è codificata dal gene TNFSF13B. Il BAFF è anche conosciuto come uno stimolatore dei linfociti B (BLyS) e ligando espresso sui leuociti correlato con TNF- e APOL  (TALL-1) e la molecola TNF simile derivata da cellule dendritiche (antigene CD257).

## Struttura e funzione
Il BAFF è una citochina che appartiene alla famiglia del (ligando) TNF. Questa citochina è un ligando per i recettori TNFRSF13B/TACI, TNFRSF17/BCMA, e TNFRSF13C/BAFF-R. Essa è espressa su cellule della linea B ed agisce come potente attivatore delle cellule B; è stato dimostrato che essa gioca un ruolo importante nella proliferazione e differenziazione delle cellule B.
Il BAFF è una lunga glicoproteina formata da 285 amminoacidi che subisce una glicosilazione al residuo 124. Essa è espressa come proteina trans membrana di tipo II su vari tipi di cellule inclusi monociti, cellule dentritiche e cellule stromali del midollo osseo. La forma trans membrana può esser clivata dalla membrana, generando un frammento proteico solubile. La concentrazione costante di BAFF dipende dalle cellule B e anche dall’espressione dei recettori leganti il BAFF.
BAFF è il ligando naturale di 3 inusuali recettori di TNF, chiamati BAFF-R, TACI (attivatore trans membrana e modulatore del calcio e legante la ciclofilina) e BCMA (antigene di maturazione dei linfociti B), che hanno diversi gradi di affinità di legame per esso. Questi recettori sono espressi principalmente sui linfociti B maturi e la loro espressione varia in rapporto alla maturazione dei linfociti B (TACI è stato trovato su substrato di cellule T e BCMA sulle plasmacellule). BAFF-R è coinvolto nella regolazione positiva dello sviluppo delle cellule B, TACI si lega peggio perché ha una alta affinità per una proteina similare al BAFF, chiamata APRIL (ligando inducente la proliferazione). BCMA mostra un fenotipo legante intermedio tra i due citati e lavora sia con BAFF che APRIL a vari livelli. Il segnale che arriva attraverso il recettore BAFF o BCMA stimola i linfociti B a subire la proliferazione e a contrastare l'apoptosi. Tutti questi ligandi agiscono come omotrimeri (per esempio 3 della stessa molecola) che interagiscono con i recettori omotrimerici nonostante sia stato dimostrato che il BAFF sia attivo sia come etero sia come omotrimero (esso può aggregarsi in 60-mer, olignucleotidi, a seconda della struttura primaria della proteina).

## Interazioni
È stato dimostrato che il BAFF interagisce con TNFRSF13B,] TNFSF13 e TNFRSF17.; l'interazione tra BAFF e il suo recettore BAFF-R attiva la cascata NF-κB classica e non. Questo è il segnale fondamentale per la formazione e il mantenimento delle cellule B, e per la loro sopravvivenza.

## Significato clinico
Con effetto immunostimolante, il BAFF(BLyS, TALL-1) è necessario per il mantenimento della risposta immunitaria:  livelli inadeguati di BAFF non riuscirebbero ad attivare le cellule B a produrre sufficienti immunoglobuline, causando una immunodeficienza.
BLyS umano è stato espresso e purificato in E. Coli.  La proteina BLyS in batteri modificati può raggiungere anche il 50% del contenuto proteico totale dei batteri e ancora mantiene la sua attività dopo una semplice procedura di purificazione. Data la semplicità della coltura batterica, il BLyS espresso dai batteri, ridurrà drasticamente il costo del BLyS, come potenziale agente farmaceutico per l’immunodeficienza.
Livelli eccessivi di BAFF causano iperproduzione di anticorpi, che possono causare malattie autoimmuni quali Lupus Eritematoso Sistemico, Artrite Reumatoide e altre patologie autoimmuni.
Belimumab (Benlysta) è un anticorpo monoclonale prodotto da Human Genome Sciences e GlaxoSmithKline con scoperte significative dovute alla Cambridge Antibody Technology, che riconosce ed inibisce l'attività biologica dello stimolatore dei linfociti B (BLys), utilizzato in trials clinici per il trattamento del LES e altre malattie autoimmuni.
BAFF è stato ritrovato in biopsie di trapianto renale con reazione acute di rigetto, e correlate con la presenza di C4d.
Livelli aumentati di BAFF possono attivare l'immunità delle cellule B e T allo-reattive, e possono quindi stimolare il rigetto all'allotrapianto. Bassi livelli di trascrizione di BAFF (o alti livelli di BAFF solubile) mostrano un aumentato rischio di produrre anticorpi donatore-specifici nei pazienti analizzati. Gli anticorpi donatore-specifici si legano con alta affinità all'endotelio vascolare del trapianto e attivano il complemento. Questo processo porta all'infiltrazione di neutrofili, ad emorragia e alla deposizione di fibrina con aggregazione piastrinica. Le interazioni del BAFF-R marcato possono fornire nuove possibilità terapeutiche nel trapianto.
Blisibimod, un inibitore della proteina di fusione del BAFF, è in fase di sperimentazione presso Anthera Pharmaceuticals, anche soprattutto per il trattamento del Lupus eritematoso sistemico.
Ulteriori studi suggeriscono che il BAFF possa essere un nuovo mediatore nelle infiammazioni correlate al cibo. Gli alti livelli di BAFF in non atopici paragonati con pazienti atopici e la non correlazione tra BAFF ed IgE, suggeriscono che il BAFF possa essere particolarmente coinvolto nelle reazioni a cibo non IgE mediate. BAFF è una delle citochine più importanti nella modulazione del sistema immunitario ed è collegato a livello profondo con il cibo e la nutrizione; è prodotto anche da cellule della mucosa intestinale quando il cibo reagisce con il sistema immunitario innato causando infiammazione. Infatti è stato studiato per la prima volta in pazienti con malattie infiammatorie dell'intestino. Inoltre, in pazienti celiaci, i livelli di BAFF nel siero si riducono dopo dieta senza glutine. La stessa riduzione può essere presente nel caso di “Sensibilità al Glutine Non Celiaca”, entità patologica di recente definita, che può provocare sintomi molto simili a quelli della celiachia, pur senza esserlo. Secondo il British Medical Journal potrebbe coinvolgere anche il 20% della popolazione apparentemente sana. BAFF comunica all'organismo un segnale di allarme in grado di indurre, in accordo con le teorie evoluzionistiche, l'attivazione di geni risparmiatori che facilitano la resistenza insulinica e possono contribuire a provocare diabete ed obesità. BAFF condivide molte azioni con il PAF (Platelet Activating Factor) ed entrambi sono markers della reattività alimentare non IgE-mediata.